# Cornelia Jacob
Cornelia Jacob, verheiratete Cornelia Doering (* 3. April 1960 in Halle (Saale)), ist eine ehemalige deutsche Eisschnellläuferin, welche einmal DDR-Meisterin wurde. Sie nahm 1980 für die Deutsche Demokratische Republik an den Olympischen Winterspielen teil und startete für den TSC Berlin.

## Karriere
Bei den DDR-Meisterschaften im Eisschnelllaufen 1978 trat sie im Sprint-Mehrkampf an und gewann ihren ersten und einzigen DDR-Meistertitel vor Christa Rothenburger und Marion Dittmann. Zudem konnte sie 1979 und 1980 noch jeweils eine Bronzemedaille gewinnen. Im Jahr 1980 wurde sie vom Nationalen Olympischen Komitee der DDR für die Olympischen Winterspiele 1980 in Lake Placid nominiert und wurde dort über 500 Meter eingesetzt. In diesen Wettbewerb verpasste sie mit den sechsten Platz eine Medaille.